# Шутилов, Терентий Яковлевич
Тере́нтий Яковлевич Шути́лов (1924, дер. Марково — 14 июля 1944, Вильнюс) — командир орудия батареи 76-мм пушек 1231-го стрелкового Неманского полка (371-я стрелковая дивизия, 5-я армия, 3-й Белорусский фронт), старший сержант. Герой Советского Союза.

## Биография
Родился в сентябре 1924 года в деревне Марково в крестьянской семье. После окончания Раменской семилетней школы работал в колхозе. Учился в ФЗУ.
5 июля 1941 года призван в Красную Армию Новосокольническим РВК. До августа 1943 года воевал в партизанском отряде.
В июле 1944 года 1231-й Неманский стрелковый полк вёл наступательные бои за освобождение столицы Литвы. При прорыве обороны противника в районе деревни Механики расчёт Шутилова уничтожил станковый пулемёт. В дальнейшем при преследовании противника Шутилов был трижды ранен, но с поля боя не ушёл, продолжал сражаться. В боях за Вильнюс Шутилов метким огнём подбил два «фердинанда», автомашину с немецкой пехотой. В городе уничтожил две пулемётные точки и до 20 солдат противника, со своим расчётом взял в плен 12 немцев, в этом бою получил четвёртое ранение. Несмотря на ранение, заметив блиндаж, из которого немцы вели пулемётный огонь, подполз к блиндажу и бросил противотанковую гранату, уничтожил 18 немецких солдат.
14 июля 1944 года командир отделения старший сержант Шутилов погиб от вражеской пули в боях в центре Вильнюса. Похоронен под Вильнюсом.
Указом Президиума Верховного Совета СССР от 24 марта 1945 года за образцовое выполнение боевых заданий Командования на фронте борьбы с немецкими захватчиками и проявленные при этом отвагу и геройство старшему сержанту Шутилову Терентию Яковлевичу посмертно присвоено звание Героя Советского Союза с вручением ордена Ленина и медали «Золотая Звезда».

## Награды
- Медаль «Золотая Звезда» (24.03.1945)[2];
- орден Ленина (24.03.1945);
- медаль «За отвагу» (04.05.1944)[4].

## Память
На здании Раменской школы, где учился Герой, ему установлена мемориальная доска.